# 대아환
《대아환》(중국어: 大丫鬟, 병음: Dà yā huan 다야환[*], Pretty Maid 프리티 메이드[*])은 중국의 텔레비전 드라마.

## 등장 인물
- 마야수(马雅舒) : 상채청(桑采青) 역
- 천쓰청 (陈思诚): 소청우(蕭清羽) 역
- 허청밍(何晟铭) : 심유년(沈流年) 역
- 우줘시(吳卓羲) : 방사능(方少陵) 역
- 리차이화(李彩華) : 심유운(沈流雲) 역
- 미쉐(米雪) : 양옥여(梁玉茹) 역
- 탕진업(湯鎮業) : 심연(沈淵) 역
- 백산(白珊) : 진월향(秦月香) 역
- 장퉁(张彤) : 고윤설(顧潤雪) 역